# Makito Hatanaka
Makito Hatanaka (畑中 槙人 Hatanaka Makito?, nacido el 7 de junio de 1996 en Hyogo) es un futbolista japonés que se desempeña como delantero.

## Trayectoria

### Clubes
| Club            | País  | Año    |
| --------------- | ----- | ------ |
| Gainare Tottori | Japón | 2015 - |

## Estadística de carrera

### J. League
| Club            | Año   | J. League | J. League | Copa J. League | Copa J. League | Total | Total |
| Club            | Año   | Part.     | Goles     | Part.          | Goles          | Part. | Goles |
| --------------- | ----- | --------- | --------- | -------------- | -------------- | ----- | ----- |
| Gainare Tottori | 2015  | 0         | 0         | -              | -              | 0     | 0     |
| Gainare Tottori | 2016  | 1         | 0         | -              | -              | 1     | 0     |
| Gainare Tottori | 2017  | 11        | 0         | -              | -              | 11    | 0     |
| Total           | Total | 12        | 0         | 0              | 0              | 12    | 0     |